# Бардинето
Бардинето (итал. Bardineto) је насеље у Италији у округу Савона, региону Лигурија.
Према процени из 2011. у насељу је живело 577 становника. Насеље се налази на надморској висини од 716 м.

## Становништво
| 1931. | 1936. | 1951. | 1961. | 1971. | 1981. | 1991. | 2001. | 2011. |
| ----- | ----- | ----- | ----- | ----- | ----- | ----- | ----- | ----- |
| 952   | 981   | 968   | 896   | 869   | 786   | 680   | 634   | 697   |